# Tatschanka
Eine Tatschanka (ukrainisch und russisch тачанка) ist ein mit einem schweren Maschinengewehr (MG) im Heck bewaffneter, von Pferden gezogener Kampfwagen, in der Regel einfache Kutschen oder offene Wagen. Eine Tatschanka konnte von zwei, drei oder vier Pferden gezogen werden. Die Besatzung bestand aus zwei oder drei Soldaten, der MG-Bedienung und einem Kutscher (er galt auch als Ersatzmann der Bedienung). Die Tatschanka wurde angeblich vom ukrainischen Anarchisten Nestor Machno erfunden.

## Namensgebung
Eine Version besagt, dass es die verkürzte Version des Wortes „Tawritschanka“ (таврічанка) ist, welches holprige Transporte in der Südukraine und auf der Krim bezeichnet. Dabei bezieht sich das Wort auf die aus dem altgriechischen entlehnte Bezeichnung für die Region Taurien, ukrainisch Таврія. Später soll sich das Wort zu „Tatschanka“ geändert haben, jedoch bezeichnet „Tawritschanka“ ein großes Fuhrwerk, ähnlich einem Leiterwagen mit einem hölzernen Wagenkasten. Die Tatschanka dagegen hatte eine leichte Besatzung, keinen Aufbau und war gefedert. Das Vorhandensein einer Federung war grundlegend für die Geschwindigkeit bei Fahrten auf Feldwegen bzw. weglosen Flächen sowie für die Treffgenauigkeit beim Schießen.
Die Anhänger Nestor Machnos wiesen im Zusammenhang mit der Bezeichnung auf das ukrainische Wort Netytschanka („нетичанка“), was einen leichten, gefederten Wagen bedeutete. Ihrer Meinung nach kam die Bezeichnung daher, dass die Achsen des Fahrgestells den Aufbau nicht berührten („не тикались“ auf Ukrainisch).
Oleg N. Trubatschow und auch derzeitige Experten leiten die Bezeichnung ebenfalls aus dem ukrainischen „netytschanka“ ab, das vom polnischen Wort najtyczanka – einer Art von Vehikel / Kalesche – herrührt. Das polnische Wort wiederum stammt von dem deutschen Namen des Gebietes Neu-Titschein in Tschechien ab.

## Geschichte
Im Bürgerkrieg wurde die Tatschanka einerseits zur Truppenverlegung und zur Führung unerwarteter Schläge auf dem Gefechtsfeld verwendet. Besondere Popularität erhielt die Tatschanka bei den Anhängern Nestor Machnos. Letztere verwandten die Tatschanka nicht nur im Kampf, sondern auch zur Verlegung der Infanterie. Dabei entsprach die Marschgeschwindigkeit der Kavallerietruppen im Trab. Damit erreichten die Abteilungen Machnos leicht bis zu 100 km pro Tag und das über mehrere Tage in Folge. So schafften große Kräfte von Machno nach dem entscheidenden Durchbruch bei Perehoniwka die Strecke von 600 km zwischen Uman bis Huljajpole in elf Tagen und nahmen überraschend Nachschubgarnisonen der Weißen Armee ein.
Die Verwendung der Tatschanka erreichte ihren Höhepunkt im Russischen Bürgerkrieg von 1917 bis 1920, partiell in den ländlichen Regionen Südrusslands und der Ukraine, wo die Fronten unklar waren und die mobile Kriegsführung eine große Bedeutung erlangte. Später wurde sie auch von anderen Armeen übernommen, insbesondere von der polnischen Armee während des Polnisch-Sowjetischen Krieges.

## Einsatz

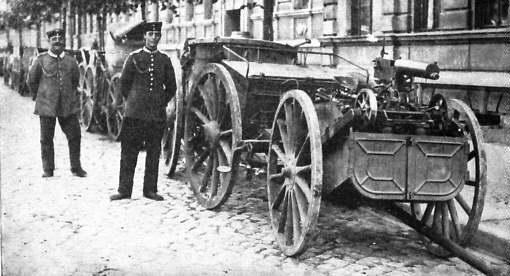
Im Ersten Weltkrieg erbeutete russische Tatschanka in Berlin

Die Taktik des Tatschanka-Einsatzes war auf den Vorteil ihrer Schnelligkeit zur Überraschung des Feindes ausgerichtet. Die Tatschankas waren vor der Einführung von Panzern oder Automobilen der einzige Weg, eine hohe Mobilität für gebräuchliche Maxim-MGs auf dem Gefechtsfeld im Ersten Weltkrieg zu erreichen. Die Geschwindigkeit der von Pferden gezogenen Wagen wurde genutzt, um die MG-Plattform in eine günstige Schussposition zu bringen, dann wurde das Feuer auf den Feind eröffnet, bevor dieser eine Chance zur Gegenwehr hatte. Da das MG in Richtung des Wagenhecks montiert war, leisteten die Tatschankas auch ein effektives Feuer zur Niederhaltung der verfolgenden gegnerischen Kavallerie nach einem Überfall und dem anschließenden Rückzug.
Nestor Machno setzte als erster Tatschankas in großer Zahl ein. Mit vielen dieser Vehikel wurden feindliche Stellungen gestürmt. War es die gegnerische Kavallerie, wurde in einem abgestimmten Manöver gewendet, so dass plötzlich alle Mündungen auf einmal in die Richtung des Gegners zeigten. Danach wurden die Feuerstöße der MGs so abgegeben, dass alle auf einen bestimmten Punkt in den feindlichen Linien gingen. Dieses Manöver erforderte eine sehr präzise Abstimmung zwischen den Besatzungen. Machno war in der Lage, dieses zu perfektionieren, so dass er das Manöver nutze, um einen Sieg im Kampf mit Anton Denikins Armee im Jahre 1919 zu erringen.
Die Marschleistung betrug 100 km/Tag die auch mehrere Tage hintereinander erreicht werden konnten. Die Tatschanka diente auch als Versorgungsfahrzeug einer Kavallerieeinheit. Der Kampf mit der Tatschanka erfolgte im Hinterhalt oder als Fliegerabwehr-Maschinengewehr.

## Bewaffnung
Trotz einer gewissen Vereinheitlichung war die Bewaffnung der Tatschankas in den meisten Fällen improvisiert. In Russland wurde standardmäßig das Maschinengewehr PM 1910 verwendet.
Die polnische Kavallerie nutzte in den Zeiten des Polnisch-Sowjetischen Krieges alle Arten verfügbarer MGs und schwerer MGs, beispielsweise das MG Maxim, das Schwarzlose-MG M.07/12, das Hotchkiss-MG oder das Browning-MG. Die letzten Modelle standardisierter Tatschankas der polnischen Armee waren mit dem Ckm wz.30 ausgerüstet, einer polnischen Modifikation des Browning-MGs M1917, das auch für Flugabwehrfeuer geeignet war.

## Varianten
Für den Aufbau eines schweren MGs (ein Maxim mit der Sokolow-Lafette wog bis zu 70 kg) eignete sich die oben beschriebene Art von Fahrgestell am besten.
Die Konstruktion erlebte verschiedene Veränderungen. So wurde der Achsschenkel verstärkt, Sitze für die Bedienung montiert (falls es diese nicht gab) und auch ein Waagebalken befestigt, der zur Anspannung von vier Pferden als Fächer oder Quadriga diente. Bei den Anarchisten wurden auch Phaetons mit aufgeklapptem Verdeck verwendet.
In den 1930er-Jahren wurde für die Rote Armee eine typisierte Tatschanka entwickelt. Es gibt Anekdoten, wonach die Qualitätskontrolle der „Tatschanka neuen Typs“ darin bestand, dass die Lafette einen Sturz aus dem dritten Stockwerk eines Gebäudes der Moskauer Fabrik „Tschesternaja“ ohne Schaden zu überstehen hatte.

Tatschanka-Modell

## Die Tatschanka in den verschiedenen Armeen

### Russland bzw. Sowjetunion

Tatschanka, Gemälde von Grekow aus dem Jahr 1933 auf einer Sondermarke der UdSSR (1982)

In den Jahren des Bürgerkrieges wurde die Tatschanka in der Roten Armee die Basis für Durchbrüche, Einkreisungen und Aufklärungseinsätze.
Als zu Beginn des Überfalls auf die Sowjetunion in die Bewaffnung der Roten Armee LKWs, Panzer und Kleinkampfwagen eingeführt wurden, verringerte sich die Anzahl der Tatschankas rapide. Endgültig wurden sie jedoch erst bei der Umformierung der Kavallerie als Truppengattung in der Mitte der 1950er-Jahre aus dem Bestand der Roten Armee genommen.

### Polen
Anfänglich vielfach improvisiert, übernahm auch die polnische Armee im Laufe der Zeit zwei Modelle der serienmäßig hergestellten Taczankas, wie sie in Polen genannt wurden. Während des deutschen Überfalls auf Polen im Jahr 1939 wurden sie den Kavallerie-Schwadronen als Unterstützung zur Verfügung gestellt. So erhielt jede schwere Kavallerie-Schwadron und jede Infanterie-Kompanie Taczankas.

### Deutsches Reich
Auch von der deutschen Wehrmacht wurde während des Zweiten Weltkrieges die Tatschanka eingesetzt. Verwendet wurde das Infanteriefahrzeug Modell If.5, bewaffnet mit einem Doppel-MG MG 34 zur Luftverteidigung.

## Tatschankas im Film
In zwei sowjetischen Filmen spielen Tatschankas eine größere Rolle: In Tschapajew (1934, deutsche Premiere 14. März 1946) und in dem nach dem Vorbild amerikanischer Western gestalteten Wettlauf mit dem Tod (1957), der am 20. Juni 1958 in der DDR Premiere feierte.

## Tatschanka heute

### Russland
In dem kleinen russischen Dörfchen Iwanowskoje im Stadtbezirk Tschernogolowka des Moskauer Gebietes hat eine kleine Gruppe von Enthusiasten eine „Tatschanka neuen Typs“ aus im Wald gefundenen Überresten und anhand einer originalen Blaupause rekonstruiert. In der kleinen Werkstatt wurden alle Holzteile neu gefertigt. Für die Metallbeschläge wurden weitestgehend Originale verwendet. Nach dem erfolgreichen Aufbau dieser Tatschanka wurde eine realistische Probefahrt in voller Bespannung durchgeführt. Nachdem diese Tatschanka sogar auf dem Roten Platz präsentiert worden ist, kann sie heute in dem Staatlichen Militär-technischen Museum (russisch: Государственный Военно-технический музей) neben den Überresten einer anderen Tatschanka besichtigt werden.

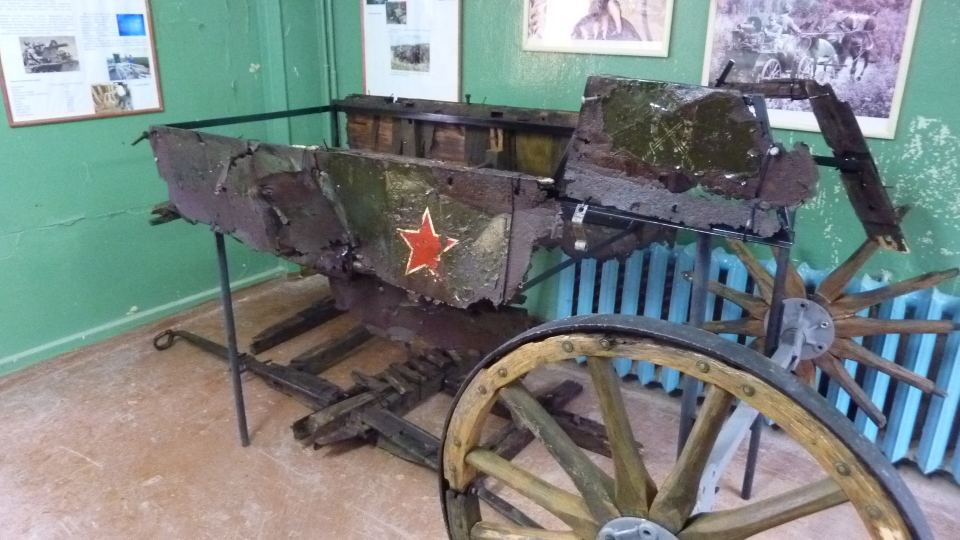
Überreste einer im Wald gefundenen Tatschanka
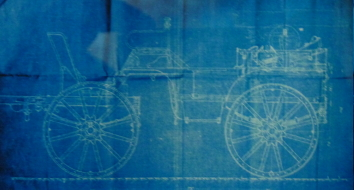
Ausschnitt aus der Blaupause der Werkszeichnung der „Tatschanka neuen Typs“
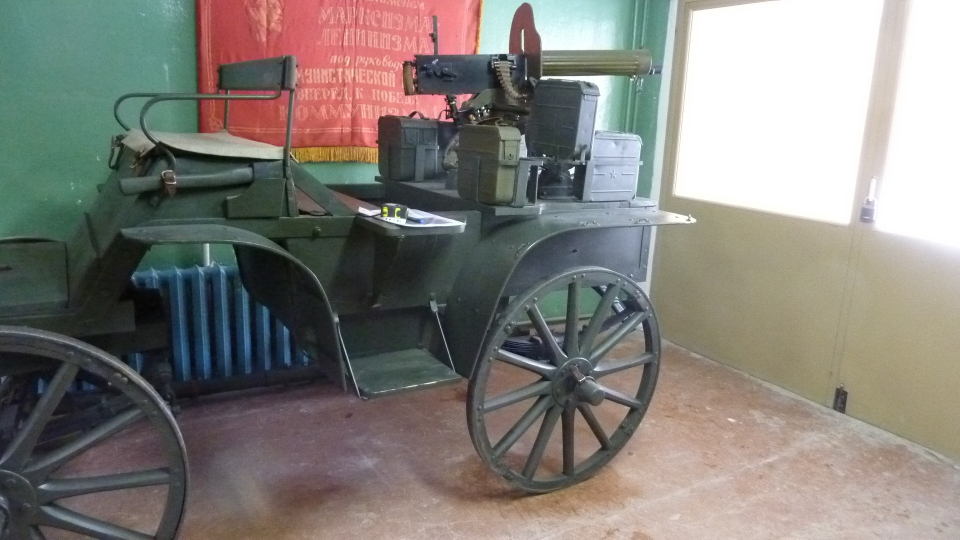
Die restaurierte Tatschanka im Museum GVTM
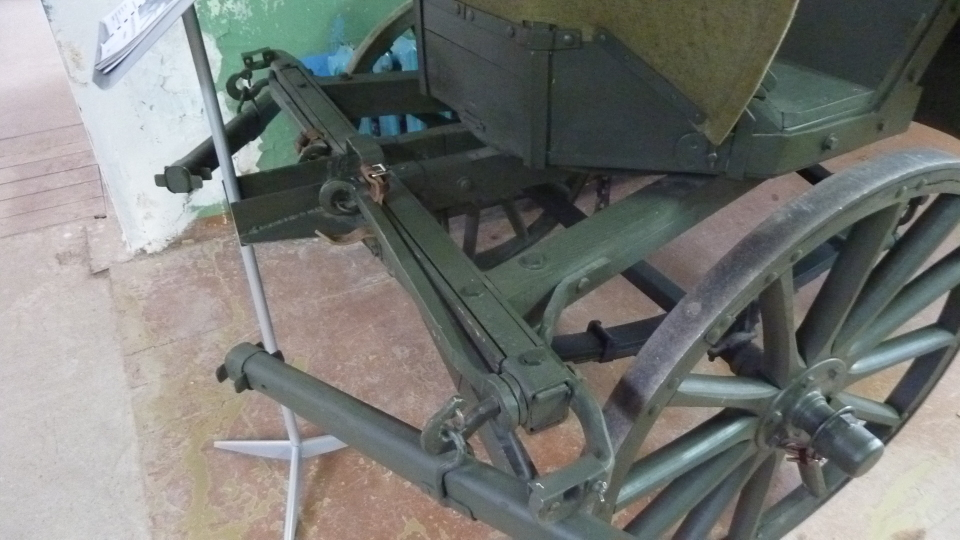
Details der Anspannung
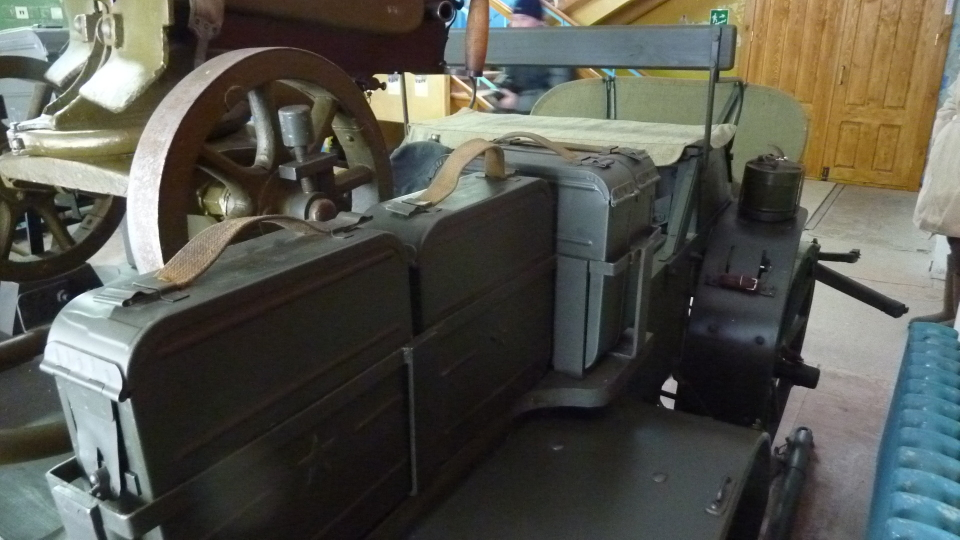
MG-Halterung und Munitionskästen
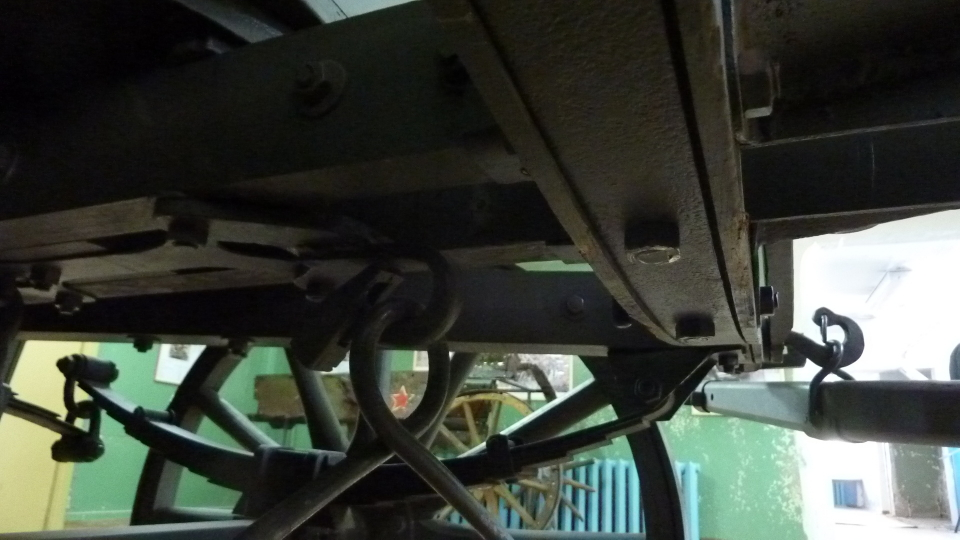
Details unterhalb der Tatschanka
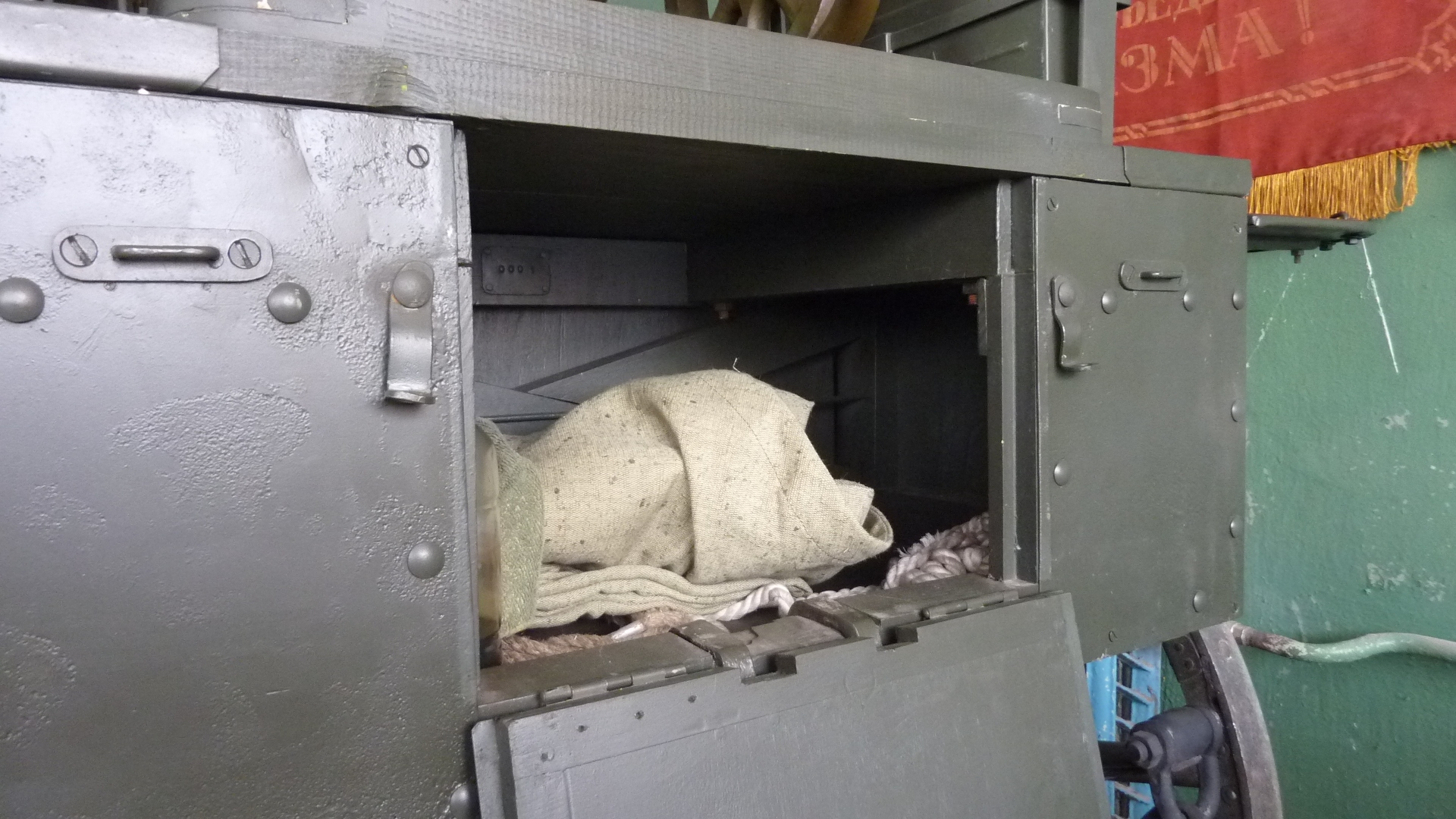
Kasten für den Futtersack und Seriennummer „0001“